# Pueblo Soberano
Pueblo Soberano (svenska: Suveräna folket) är ett politiskt parti i Curaçao (ett autonomt område i Västindien som formellt tillhör Nederländerna). Partiet grundades 2005 och blev efter valet 2012 det största partiet i "landet".